# 局所同相写像
数学、具体的には位相幾何学において、局所同相写像 (local homeomorphism) は直感的には位相空間の間の局所的な構造を保つ関数 f である。

## 正式な定義
X と Y を位相空間とする。関数 {\displaystyle f:X\to Y\,} は次のとき局所同相写像 (local homeomorphism) である。すべての点 x ∈ X に対して、x を含む開集合 U が存在し、像 {\displaystyle f(U)} が Y において開でありかつ制限 {\displaystyle f|_{U}:U\to f(U)\,} が同相写像である。

## 例
定義によって、すべての同相写像は局所同相写像でもある。
U が Y の開部分集合で部分空間位相が入っていれば、包含写像 i : U → Y は局所同相写像である。ここで開であることは本質的である： Y の開でない部分集合の包含写像は決して局所同相写像をうまない。
すべての被覆写像は局所同相写像である； 特に、空間 Y の普遍被覆 p : C → Y は局所同相写像である。ある状況において逆が正しい。例えば： X がハウスドルフで Y が局所コンパクトかつハウスドルフで p : X → Y が proper 局所同相写像であれば、p は被覆写像である。
f : S1 → S1 を円を n 回巻く（すなわち回転数 n を持つ）写像とする。これはすべての 0 でない n に対して局所同相写像であるが、全単射すなわち n = 1 あるいは -1 の場合にのみ同相写像である。
複素解析的関数 f はちょうど微分 f ′(z) が f の定義域のすべての z に対して 0 でないときに局所同相写像を与えることが複素解析学において示される。0 の周りの開円板上の関数 f(z) = zn は n が 2 以上のとき 0 において局所同相写像でない。このとき 0 は「分岐」の点である（直感的には、n 枚のシートがそこで一緒になっている）。

## 性質
すべての局所同相写像は連続かつ開写像である。全単射な局所同相写像はしたがって同相写像である。
局所同相写像  f : X → Y は「局所的な」位相的性質を保つ：
- X が局所連結であることと f(X) がそうであることは同値である
- X が局所弧状連結であることと f(X) がそうであることは同値である
- X が局所コンパクトであることと f(X) がそうであることは同値である
- X が第一可算であることと f(X) がそうであることは同値である

f : X → Y が局所同相写像で U が X の開部分集合であれば、制限 f|U もまた局所同相写像である。
f : X → Y と g : Y → Z が局所同相写像であれば、合成 gf : X → Z もまた局所同相写像である。
終域 Y の局所同相写像全体は Y 上の集合の層全体と自然な 1 対 1 対応がある。さらに、終域 Y のすべての連続写像は自然な方法で終域 Y の一意的に定義される局所同相写像を生じる。このすべては層 (sheaf) の記事において詳細に説明される。